# Francisque Arban

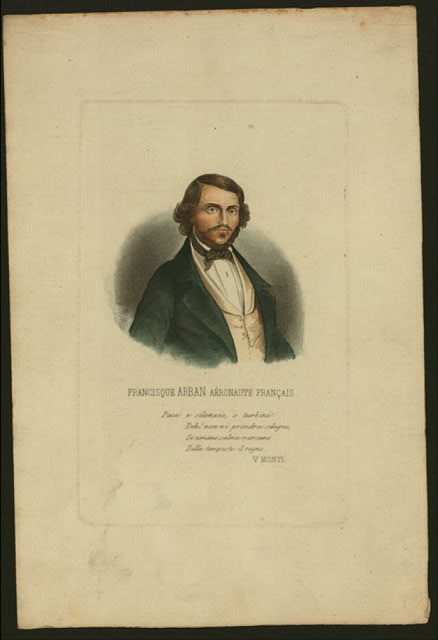
Ritratto di Francisque Arban

François Arban (Lione, 1815 – Mar Mediterraneo, 1849) è stato un pioniere dell'aviazione e mongolfierista francese.

## Biografia
Nacque da Simon (1777-1868), artificiere pirotecnico, che ebbe dieci figli. Un suo fratello Jean-Baptiste Arban fu un trombettista ed un compositore francese.
Appassionato di volo, iniziò a dedicarsi alla mongolfiera nel 1832. Dopo i suoi primi voli fu allievo di Comaschi che iniziò la sua carriera aeronautica, seguendolo a Torino e a Napoli nel 1841, proseguendo in seguito da solo e volando in mongolfiera in Italia, Austria, Spagna e Francia. Sono soprattutto i suoi voli in Italia tra il 1846 e il 1849, come ad esempio quello che sorvolò la città di Roma con a bordo il pittore veneziano Ippolito Caffi ed il fotografo padovano Giacomo Caneva che ne rimasero affascinati, atterrando a Rieti, che lo resero famoso nella capitale e in Italia.
Il suo nome è legato all'impresa che lo portò a volare con la mongolfiera ad idrogeno nel 1849 da Marsiglia con l'intento di raggiungere Torino. Il volo durò due giorni (2 e 3 settembre) e si alzò fino a 4600 metri sopra al Monviso e al Monte Bianco per atterrare vicino a Stupinigi, oggi praticamente un quartiere di Torino.
L'impresa di sorvolare le Alpi fu ripetuta solo nel 1898 dal pilota e fotografo svizzero Eduard Spelterini. Nel 1906 attraversarono le Alpi anche i piloti italiani Celestino Usuelli e Carlo Crespi ma in senso inverso da Milano verso la Francia.

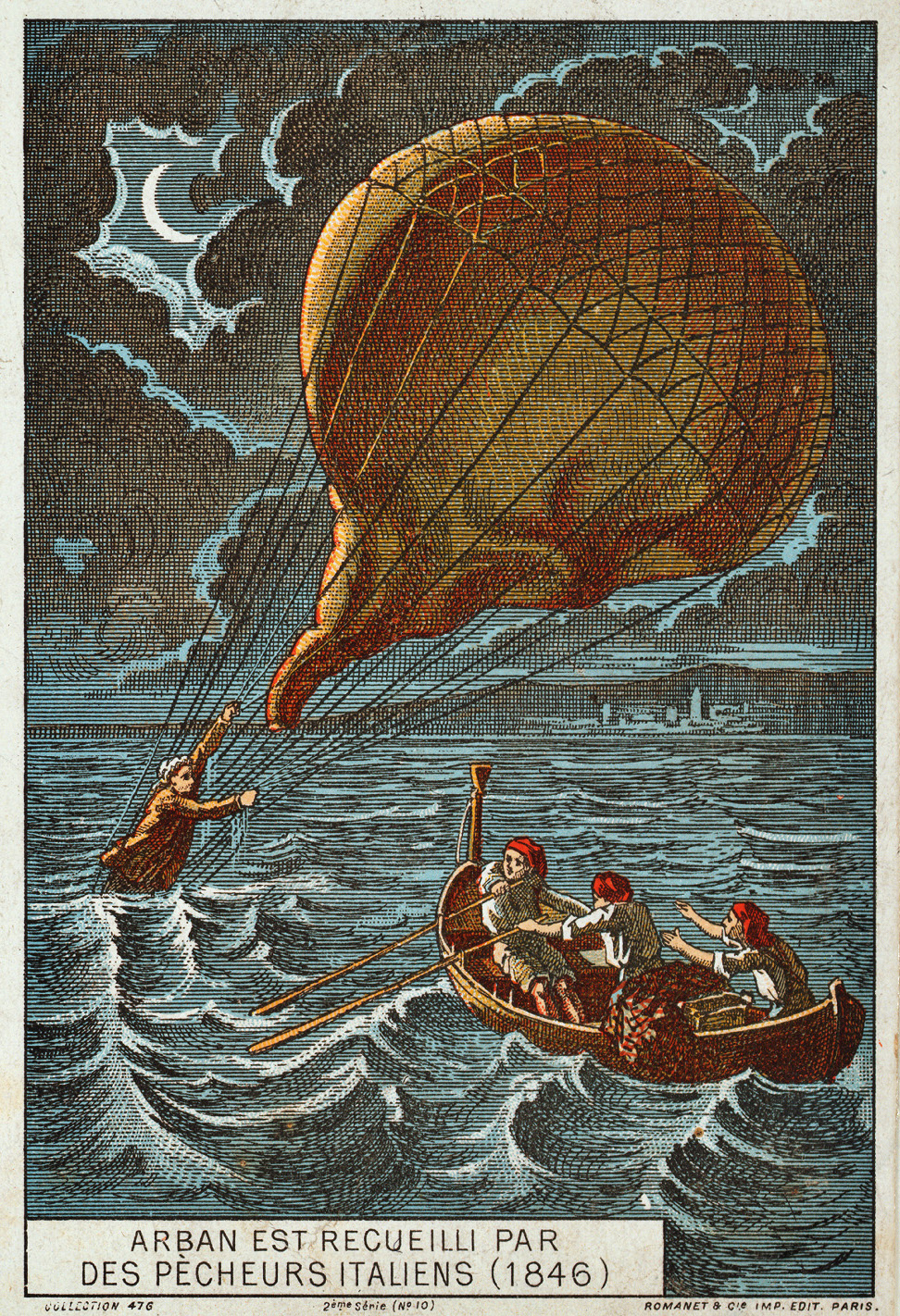
Partito da Trieste, Arban fu recuperato da un bragozzo austriaco di Grado nel 1846

## Scomparsa
Non sono note le circostanze della scomparsa. Sappiamo che decollò da Barcellona il 7 ottobre del 1849 forse per raggiungere Lione e attraversare i Pirenei, ma probabilmente la forza dei venti lo sospinse verso il largo del Mar Mediterraneo, dove scomparve. Secondo alcuni giornali usciti nel 1853, tra i quali "Il giornale illustrato di Londra", riportarono notizie secondo cui la mongolfiera raggiunse l'Africa, Arban fu fatto prigioniero.